# Knollen-Ziest
Der Knollen-Ziest (Stachys affinis Bunge, Syn.: Stachys sieboldii Miq., Stachys tuberifera Naudin), auch Chinesische Artischocke, Japanknolle, Japanische Kartoffel, Knollenkartoffel oder Stachy genannt, ist eine Pflanzenart aus der Gattung Zieste (Stachys) innerhalb der Familie der Lippenblütler (Lamiaceae). Sie kommt ursprünglich im nördlichen China und Myanmar vor. Neben China, Japan, Indien und Neuseeland wird sie in nennenswerten Mengen in Frankreich, Belgien und in der Schweiz angebaut.

## Beschreibung

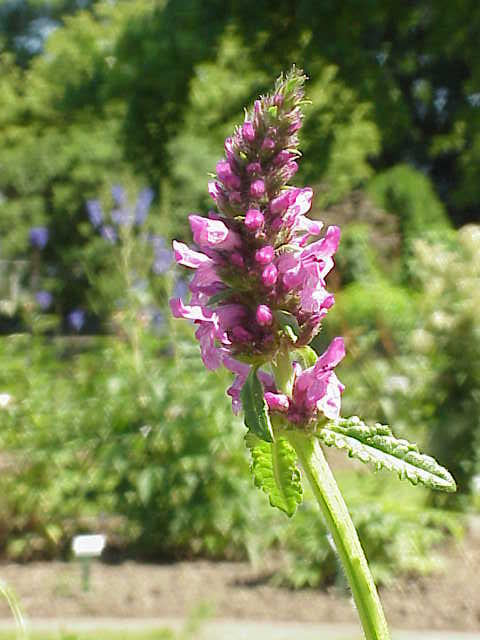
Blütenstand

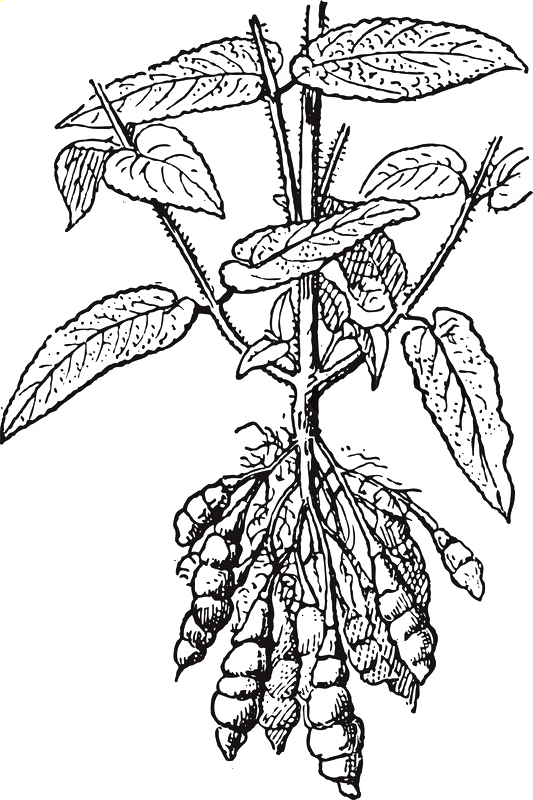
Illustration der vegetativen Pflanzenteile

### Vegetative Merkmale
Der Knollen-Ziest wächst als ausdauernde krautige Pflanze und erreicht Wuchshöhen von 30 bis 120 Zentimetern. Die Stängel sind meist aufrecht.
Die etwa 8 Zentimeter langen, 2 Zentimeter dicken „Speicherwurzeln“ mit perlmuttfarbener, dünner Haut entstehen durch sich an Wurzelenden verdickende Rhizome. Durch medulläres primäres Wachstum verdicken sich diese vor allem an den Internodien, wesentlich weniger an den Nodien (Knoten), es entstehen in unregelmäßigen Abständen „eingeschnürte“ Knollen, die meist zu beiden Seiten kegelig dünner werden. Die ab März austreibenden Knollen gemahnen so an einen Darm, eine Perlschnur, fette weiße Raupen oder „Michelin-Männchen“. Beim Wachstum wird die Haut nicht aufgerissen, im Gegensatz zum Sumpf-Ziest (Stachys palustris), wo durch Vernarbung Verkorkungen entstehen.
Die gegenständig am Stängel angeordneten Laubblätter sind in Blattstiel und Blattspreite gegliedert. Der Blattstiel ist 1 bis 3 Zentimeter lang. Die einfache Blattspreite ist bei einer Länge von 3 bis 12 Zentimetern sowie einer Breite von 1,5 bis 6 Zentimetern eiförmig bis elliptisch-eiförmig mit breit-keilförmiger bis schwach-herzförmiger Spreitenbasis und spitzem bis zugespitztem oberen Ende. Der Blattrand ist gekerbt-gesägt.

### Generative Merkmale
Die Blütezeit reicht von Juli bis August. Im 5 bis 15 Zentimeter langen ährigen Blütenstand sind die Scheinquirle relativ weit voneinander entfernt angeordnet. Jeder Scheinquirl enthält etwa sechs Blüten. Die laubblattähnlichen Tragblätter sind lanzettlich, fast ganzrandig und kürzer als der Kelch. Die Deckblätter sind bei einer Länge von etwa 1 Millimeter linealisch. Der Blütenstiel ist etwa 1 Millimeter lang.
Die zwittrigen Blüten sind zygomorph mit doppelter Blütenhülle. Die fünf grünen Kelchblätter sind auf einer Länge von etwa 9 Millimetern schmal-glockenförmig verwachsen. Der Kelch ist mehr oder weniger auffällig zehnnervig und drüsig behaart. Die fünf Kelchzähne sind bei einer Länge von etwa 4 Millimetern dreieckig und etwas zurückgebogen. Die fünf roten bis violetten Kronblätter zu einer etwa 9 Millimeter langen Kronröhre verwachsen, die etwas ausgesackt und flaumig behaart ist. Die Kronoberlippe ist flach oder leicht zurückgeschlagen und bei einer Länge von etwa 4 Millimetern sowie einer Breite von etwa 2 Millimetern länglich. Die purpurfarben gepunktete Kronunterlippe ist etwa 7 Millimeter lang sowie etwa 7 Millimeter breit, ihre zwei seitlichen Kronlappen sind eiförmig und der Mittellappen ist bei einem Durchmesser von etwa 3,5 Millimetern fast kreisrund. Von den vier Staubblättern sind zwei länger als die anderen beiden. Die flaumig behaarten Staubfäden sind zum oberen Ende hin etwas verbreitert. Der Griffel ist zweigabelig.
Die schwarz-braunen Klausen sind bei einem Durchmesser von etwa 1,5 Millimetern eiförmig und warzig.
Die Chromosomenzahl beträgt 2n = 16.

## Taxonomie und Verbreitung
Die Erstbeschreibung von Stachys affinis erfolgte 1833 durch Alexander von Bunge in Enumeratio Plantarum, quas in China boreali collegit Dr. Al. Bunge. St. Petersburg, S. 51. Synonyme sind Stachys sieboldii Miq. und Stachys tubifera Naudin. Der (veraltete) wissenschaftliche Namen Stachys sieboldii ehrt den deutsch-holländischen Japanforscher und Botaniker Philipp Franz von Siebold.

Die ursprüngliche Heimat des Knollen-Ziests sind die nord- und mittelchinesischen Provinzen Innere Mongolei, Shaanxi, Shanxi sowie Xinjiang und das nördliche Myanmar.
Er wächst in Feuchtgebieten in Meereshöhen von 0 bis 3200 Metern.

## Nutzung

### Geschichte des Anbaus
Vor dem Knollen-Ziest wurde schon in vorchristlicher Zeit eine ähnliche Art, der Sumpf-Ziest (Stachys palustris) als Gemüse in der Wildnis gesammelt. Bei den Germanen war der Aufrechte Ziest oder Heide-Ziest (Stachys recta) eine wichtige Heilpflanze. Drogen derselben Art wurden früher auch in Apotheken unter dem Namen „Herba sideritis“ verwendet. Der Sumpf-Ziest wurde Ende des 18. Jahrhunderts durch den Anbau von Knollen-Ziest verdrängt.
Der Knollen-Ziest wurde 1882 von M. Pailleux in seinem Betrieb in Crosnes eingeführt und ab 1887 in der französischen Kleinstadt Crosne angebaut (daher auch die Bezeichnung „Crosne du Japon“). Daraufhin breitete sich der Anbau in den dortigen Hausgärten aus. In Europa ist er der einzige Lippenblütler, der als Gemüse kultiviert wird.
Schon 1909 wurde in Deutschland berichtet, dass nach „viel Reklame und Geschrei“ das Interesse für den Knollen-Ziest nachließ. So entwickelte sich die Beliebtheit auch in der Schweiz bis 1945, nachdem er Ende des 19. Jahrhunderts eingeführt wurde. Auch in England findet sich um das Jahr 1937 Knollen-Ziest im Anbau, kam jedoch in den 70er Jahren aufgrund virenbehafteten Pflanzmaterials fast völlig zum Erliegen. Der Knollen-Ziest ist auch wegen seiner sehr starken Ausbreitungsfähigkeit und seines sehr starken Wachstums bekannt. Deshalb ist er im „Handbook of Alien Species in Europe“ als invasive Pflanze für Europa gelistet.

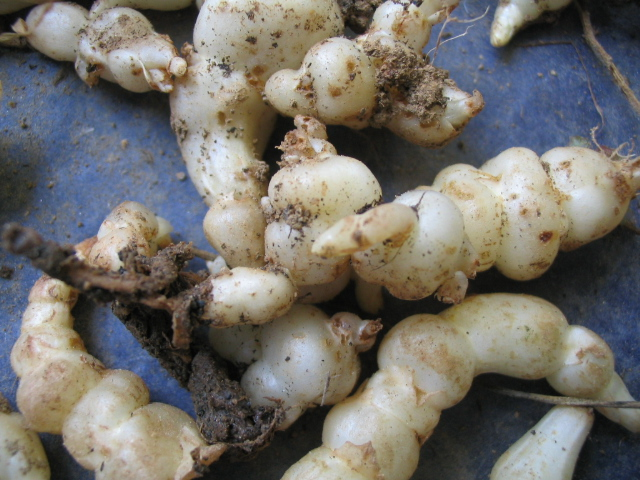
Geernteter Knollen-Ziest

### Anbau und Ernte
Knollen-Ziest bildet unter europäischem Klima wenig bis keine Blüten und minderwertigen Samen aus, weshalb er hauptsächlich vegetativ (via Wurzelknollen) vermehrt wird. Die Knöllchen wachsen am besten bei Tagesdurchschnittstemperaturen von 15 °C. Knollen-Ziest ist eine sehr widerstandsfähige, winterharte krautige Pflanze.
Um die Ernte im Voraus zu erleichtern, wird ein eher sandiger Boden gewählt. Ähnlich wie Kartoffeln können sie im Februar, mit Vlies abgedeckt zum Verfrühen, oder erst im April (je nach Witterung schon im März) gesetzt werden. Eine Pflanztiefe von 10 cm hat sich bewährt. In der Reihe hält man einen Abstand von 40 cm und legt eine oder Gruppen von bis zu drei Wurzelknollen ab. Das Vlies bleibt etwa sechs Wochen auf der Kultur. Dichtere Bestände erzeugen wegen gegenseitiger Konkurrenz schwache Pflanzen. Die Reihen können zur leichteren Unkrautbekämpfung, schnelleren Erwärmung des Bodens und leichteren Ernte zu Dämmen angehäufelt werden. Die Dämme haben am besten einen Abstand von 40 bis 50 cm. Von der Pflanzung im Sommer ist eher abzuraten, weil dann die Wurzelentwicklung in die heiße und trockene Zeit fällt. Dann muss viel gegossen werden, während früh gesetzte Pflanzen mit gutem Wurzelwerk vom Wässern weitgehend unabhängig sind. Hauptarbeiten während des Wachstums sind Unkraut jäten und bei großer Trockenheit wässern. Gedüngt wird gleich zu Anfang der Kultur oder bei sehr leichten, auswaschungsgefährdeten Böden in mehreren Gaben während der Kultur. Will man große Knollen ernten, ist Düngung und ausreichende Wasserversorgung nötig. Knollen-Ziest mag keine Trockenheit. Gedüngt wird am besten drei bis vier Wochen nach der Pflanzung. Französische Empfehlungen geben für die Düngung folgende Mengen (jeweils in kg/ha) an: 250 N, 100 P2O5, 280 K2O und 80 MgO. Wobei die Menge Stickstoff auf mehrere Kopfdüngungen aufgeteilt wird. Für die Hauptentwicklung der oberirdischen Pflanze von Mai bis August sind Temperaturen um 23 °C am besten. Die Knöllchen entwickeln sich erst spät in der Kultur. Ungleichförmige Knöllchen entstehen durch stark schwankende Temperaturen während des Knollenwachstums. Keinesfalls sollte die Pflanze oberirdisch vorzeitig eingekürzt werden. Man soll auch nicht deutlich vor November mit der Ernte beginnen. Stirbt die Pflanze zum Winter hin im November selbst ab, kann sie noch viel in die Wurzelknollen einlagern. Der Knollenzuwachs ist besonders in der 2. Kulturhälfte groß. Schwanken die Temperaturen während der Knollenbildung stark, sind die Knöllchen eher unförmig. Eine gepflanzte Knolle bringt unter günstigen Bedingungen 30 neue pro Jahr hervor. Ab Oktober bis November kann die Ernte beginnen. Sie dauert bis ins nächste Jahr vor dem Neuaustrieb im Februar an. Zum Schutz vor Frost und zur Erleichterung der Ernte im Winter kann Laub oder Stroh mit 15 bis 20 cm aufgetragen werden. Als Erntemengen bei 5–6 kg gepflanzten Knollen werden im Jahr 1904 von Vilmorin schon 250 bis 450 kg/Are angegeben. Dabei entsprechen 1 kg Wurzelknollen je nach Größe 400–450 Einzelknöllchen. Die großen Wurzelknollen dienen als Gemüse, während die kleinen für die nächste Pflanzung aufbewahrt werden. Schließlich ist darauf zu achten, dass alle Knöllchen bei der Ernte aufgenommen werden, weil zurückbleibende Knöllchen für die Folgekultur wie Unkraut wirken. Die für die neue Kultur benötigten Knöllchen werden aussortiert und an geeigneter Stelle eingeschlagen. Es lohnt sich für den erwerbsmäßigen Anbau jedoch nicht, länger als zwei bis drei Jahre selbst zu vermehren, weil die Gefahr der Ertragsminderung auf Grund von Pflanzenviren steigt. Deshalb wird aus Meristemkultur neues virusfreies Pflanzmaterial zugekauft. Virusfreies Pflanzmaterial kann bis zur dreifachen Menge an Ertrag bringen.

### Krankheiten und Schädlinge
Läuse sind wegen der Virusübertragung zu bekämpfen. Sonst sind noch Viren selbst und Wurzelfäule zu erwähnen, die ertragsmindernd sein können. Im Nachbau sollte Knollen-Ziest nicht nach sich selbst wieder angebaut werden. Auch Spinnmilben kommen in trockenen Jahren vor.

## Verwendung

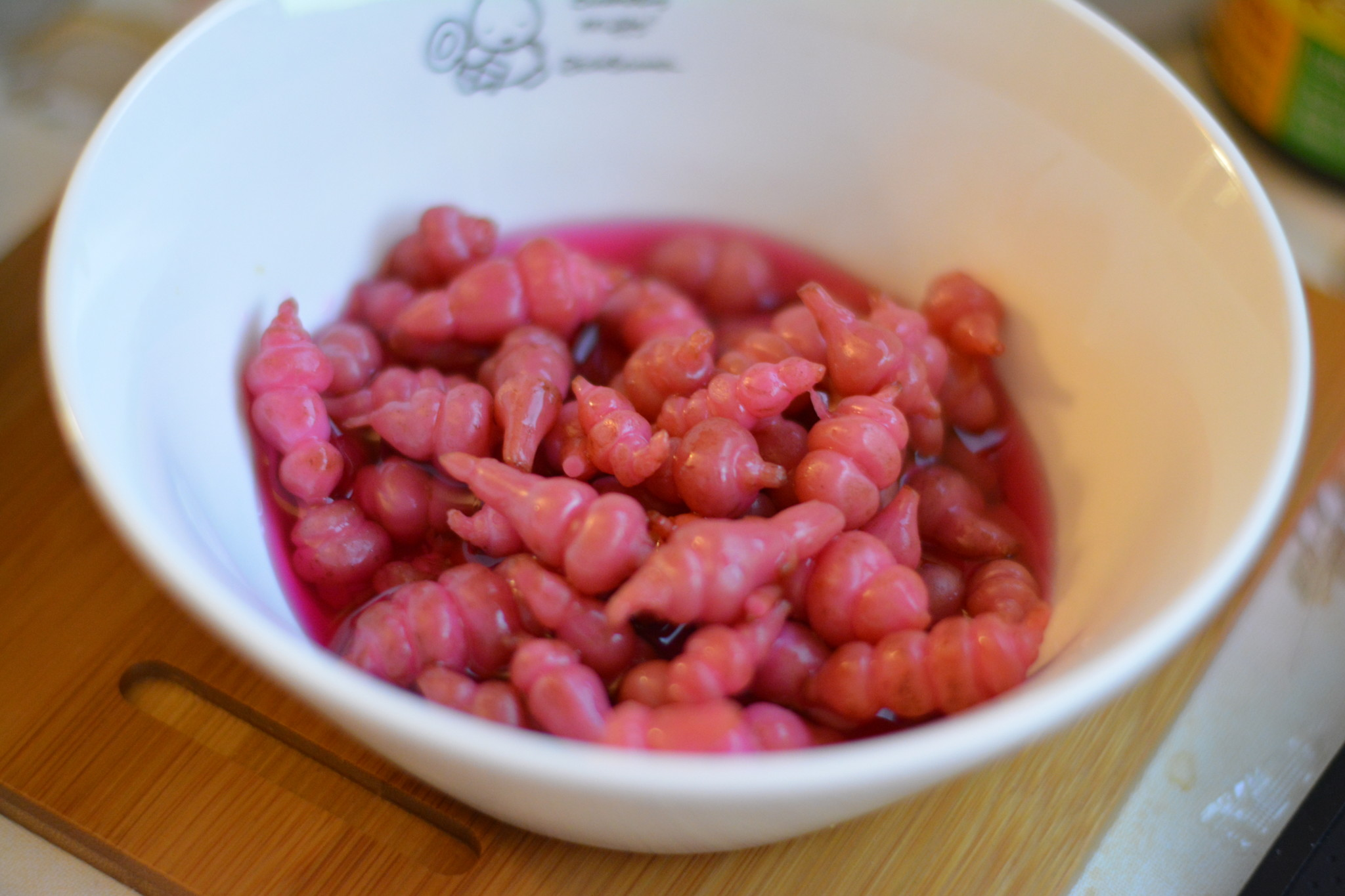
Knollen in der Küche

### Küche
Der Knollen-Ziest muss wegen seiner sehr dünnen, unverkorkten Haut nicht geschält werden. Allenfalls kann die vorhandene Haut mit einem Küchentuch leicht abgerieben werden. Er ist zum Schälen auch zu klein und unhandlich. Er wird gekocht, in Fett/Öl gebraten oder roh in Salaten gegessen.

### Lagerung

Strukturformel von Stachyose

Die Knollen beginnen wegen ihrer sehr dünnen Haut schnell zu welken und sind deshalb nur wenige Tage haltbar. An der Luft werden die anfänglich fast weißen Knöllchen schnell braun. Um immer frische Knollen verwenden zu können, wird der Boden mit Laub oder Stroh zur Isolierung abgedeckt, sodass er nicht zufriert. Dadurch können immer frische Knollen geerntet werden. Möglich ist auch eine Ernte auf Vorrat mit anschließendem kurzfristigen Einschlagen in feuchten sauberen Sand. So können die Knöllchen bei unter 2 °C mehrere Monate aufbewahrt werden. Gewaschen und im Kühlschrank gekühlt sind sie eine Woche haltbar.

### Inhaltsstoffe
Die Knollen enthalten Stachyose, eine Zuckerart (Tetrasaccharid), die sich aus zwei Molekülen Galaktose und je einem Molekül Fruktose und Glukose zusammensetzt. Stachyose stellt 63,5 % der Trockenmasse der Knolle dar. Außerdem enthält die Knolle 79,2 % Wasser, 2,86 % Eiweiß, 0,11 % Fett und 0,71 % Fasern (luftgetrocknet) nach König.

## Rezepte
- Auguste Escoffier, Kochkunstführer. Hand- und Nachschlagebuch der klassischen französischen Küche und der feinen internationalen Küche, S. 710f